# قائمة رتب النباتات
تسرد هذه المقالة الرتب الموجودة ضمن النباتات الخضراء.

## شعبة اليخضورات
يسرد هذا القسم الرتب النباتات الخضراء الموجودة في شعبة اليخضورات.

### طائفة الأشنيات الخضراء
هذا القسم يسرد رتب النباتات خضراء ضمن طائفة الأشنيات الخضراء:
- رتبة الChaetopeltidales
- رتبة الChaetophorales
- رتبة المتلحفيات
- رتبة الChlorococcales
- رتبة الChlorosarcinales
- رتبة الOedogoniales
- رتبة الأولفاويات
- رتبة العديدات الكرات
- رتبة الTetrasporales

### طائفة الأشنيات البيدينية
هذا القسم يسرد رتب النباتات خضراء ضمن طائفة الأشنيات البيدينية:
- رتبة الPedinomonadales
- رتبة الScourfieldiales

### طائفة اليخضورات الكراثية
هذا القسم يسرد رتب النباتات خضراء ضمن طائفة اليخضورات الكراثية:
- رتبة الخضريات متشجرة
- رتبة الMamiellales
- رتبة الPseudoscourfieldiales
- رتبة الPyramimonadales

### طائفة الأشنيات التربوكسية
هذا القسم يسرد رتب النباتات خضراء ضمن طائفة الأشنيات التربوكسية:
- رتبة الخويضريات
- رتبة الخويضريات
- رتبة الMicrothamniales
- رتبة الPrasiolales

### طائفة الأشنيات الأولفانية
هذا القسم يسرد رتب النباتات خضراء ضمن طائفة الأشنيات الأولفانية:
- رتبة الAcrosiphoniales
- رتبة الخثيات خضر
- رتبة الCladophorales
- رتبة المتفرعيات وبرية
- رتبة الIgnatiales
- رتبة الOltmansiellopsidales
- رتبة الطحلبيات ترنتبول
- رتبة الكثيات الشعيرة
- رتبة الأولفاويات

## شعبة النباتات الملتوية
يسرد هذا القسم رتب النباتات الخضراء الموجودة في شعبة النباتات الملتوية.

### رتب كاسيات البذور الغير معينة
- رتبة الأمبوريليات
- رتبة الأستربيليات
- رتبة البربريوسيات
- رتبة الشمشاديات
- رتبة الكانلال
- رتبة القرنفليات
- رتبة الشمبلان
- رتبة الكلورانطية
- رتبة الديلنيات
- رتبة الجونيريات
- رتبة الغاريات
- رتبة الماغنوليات
- رتبة النيلوفريات
- رتبة الفلفليات
- رتبة البروطيات
- رتبة الحوذانيات
- رتبة الصندليات
- رتبة كاسريات الحجر
- رتبة الTrochodendrales
- رتبة الكرميات

#### النجميانيات
يسرد هذا القسم رتب النباتات الخضراء الموجودة في تحت طائفة النجميانيات.
- رتبة الخيميات
- رتبة البهشيات
- رتبة النجميات
- رتبة القرانيات
- رتبة الممشقيات
- رتبة الخلنجيات
- رتبة شرابيات الحرير
- رتبة الجنطيانيات
- رتبة الشفويات
- رتبة الباذنجانيات

#### الوردانيات
يسرد هذا القسم رتب النباتات الخضراء الموجودة في تحت طائفة الوردانيات.
- رتبة الكرنبيات
- رتبة الحرابيات
- رتبة المتصالبيات
- رتبة القرعيات
- رتبة الفوليات
- رتبة الالزانيات
- رتبة الغرنوقيات
- رتبة الHuerteales
- رتبة الملبيغيات
- رتبة الخبازيات
- رتبة الآسيات
- رتبة الحماضيات
- رتبة الورديات
- رتبة الصابونيات
- رتبة القديسيات

### طائفة ال Andreaeobryopsida
This section lists the orders of نباتات خضراء within the class Andreaeobryopsida.
- رتبة الAndreaeobryales

### طائفة ال Andreaeopsida
This section lists the orders of نباتات خضراء within the class Andreaeopsida.
- رتبة الAndreaeales

### طائفة النباتات الزهقرنية
هذا القسم يسرد رتب النباتات الخضراء ضمن طائفة النباتات الزهقرنية:
- رتبة الزهقرنيات
- رتبة الشجقرنيات
- رتبة الخلفكيسيات
- رتبة الPhymatocerotales

### طائفة الحزازيات الحقيقية
يسرد هذا القسم رتب النباتات الخضراء الموجودة في شعبة الحزازيات الحقيقية.

#### تحت طائفة البريوانيات
يسرد هذا القسم رتب النباتات الخضراء الموجودة في تحت طائفة البريوانيات.

##### فوق رتبة البريوايات
يسرد هذا القسم رتب النباتات الخضراء الموجودة في فوق رتبة البريوايات.
- رتبة البريويات
- رتبة السبلكنونيات
- رتبة الBartramiales
- رتبة الHedwigiales
- رتبة الOrthotrichales
- رتبة الRhizogoniales

##### فوق رتبة الهيبنوماوايات
يسرد هذا القسم رتب النباتات الخضراء الموجودة في فوق رتبة الهيبنوماوايات.
- رتبة الهيبنوميات
- رتبة الHookeriales
- رتبة الHypnodendrales
- رتبة الPtychomniales

#### تحت طائفة البكسبومانيات
يسرد هذا القسم رتب النباتات الخضراء الموجودة في تحت طائفة البكسبومانيات.
- رتبة البكسبوميات

#### تحت طائفة الديكرانانيات
يسرد هذا القسم رتب النباتات الخضراء الموجودة في تحت طائفة الديكرانانيات.
- رتبة الArchidiales
- رتبة الBryoxiphiales
- رتبة الديكرانيات
- رتبة الغريميات
- رتبة الأشنيات بوت
- رتبة الScouleriales

#### تحت طائفة الدفسيومانيات
يسرد هذا القسم رتب النباتات الخضراء الموجودة في تحت طائفة الدفسيومانيات.
- رتبة الدفسيوميات

#### تحت طائفة الفونارانيات
يسرد هذا القسم رتب النباتات الخضراء الموجودة في تحت طائفة الفونارانيات.
- رتبة الEncalyptales
- رتبة الفوناريات
- رتبة الGigaspermales

#### تحت طائفة التيمانيات
يسرد هذا القسم رتب النباتات الخضراء الموجودة في تحت طائفة التيمانيات.
- رتبة التيميات

### طائفة الطحالب الكارية
يسرد هذا القسم رتب النباتات الخضراء الموجودة في طائفة الطحالب الكارية:
- رتبة الكاريات

### طائفة الطحالب المتغمدية
يسرد هذا القسم رتب النباتات الخضراء الموجودة في طائفة الطحالب المتغمدية:
- رتبة المتغمديات

### طائفة الصنوبرانية
يسرد هذا القسم رتب النباتات الخضراء الموجودة في طائفة الصنوبرانية:
- رتبة الكوردايتيات
- رتبة الصنوبريات
- رتبة الVojnovskyales
- رتبة الVoltziales

### طائفة السيكادانية
هذا القسم يسرد رتب النباتات الخضراء ضمن طائفة السيكادانية:
- رتبة السيكاديات

### طائفة السراخس الكنباثية
هذا القسم يسرد رتب النباتات الخضراء ضمن طائفة السراخس الكنباثية:
- رتبة الكنباثيات
- رتبة الPseudoborniales
- رتبة الوتديات الأوراق

### طائفة ال Ginkgoopsida
This section lists the orders of نباتات خضراء within the class جنكيات.
- رتبة الجنكيات

### طائفة ال Gnetopsida
This section lists the orders of نباتات خضراء within the class شعبة الجنتويات.
- رتبة العلندى
- رتبة الجنتوم
- رتبة الWelwitschiales

### طائفة ال Haplomitriopsida
This section lists the orders of نباتات خضراء within the class Haplomitriopsida.
- رتبة الHaplomitriales
- رتبة الTreubiales

### طائفة ال Isoetopsida
This section lists the orders of نباتات خضراء within the class حزازيات إسويطية.
- رتبة الإسويطيات
- رتبة الهيشوميات
- رتبة الMiadesmiales
- رتبة الPleuromeiales
- رتبة الكفعان

### طائفة ال Jungermanniopsida
This section lists the orders of نباتات خضراء within the class جنغرمنانية.
- رتبة الجنغرمنيات
- رتبة الMetzgeriales

### طائفة العقدانية الكلبسية
هذا القسم يسرد رتب النباتات الخضراء ضمن طائفة العقدانية الكلبسية.
- رتبة العقديات الكلبسية

### طائفة ال Leiosporocerotopsida
This section lists the orders of نباتات خضراء within the class Leiosporocerotopsida.
- رتبة الLeiosporocerotales

### طائفة أحاديات الفلقة
يسرد هذا القسم رتب النباتات الخضراء الموجودة في طائفة أحاديات الفلقة.
- رتبة الذريريات
- رتبة المزماريات
- رتبة الهليونيات
- رتبة الديسقوريات
- رتبة الزنبقيات
- رتبة الكاذيات

#### تحت طائفة الوعلانانيات
يسرد هذا القسم رتب النباتات الخضراء الموجودة في تحت طائفة الوعلانانيات.
- رتبة الفوفليات
- رتبة الوعلانيات
- رتبة القبئيات
- رتبة الزنجبيليات

### طائفة ال Lycopodiopsida
This section lists the orders of نباتات خضراء within the class حزازيات ذئبية.
- رتبة الحزازيات ذئبية

### طائفة ال Marattiopsida
This section lists the orders of نباتات خضراء within the class ماراتية.
- رتبة الماراتية

### طائفة ال Marchantiopsida
This section lists the orders of نباتات خضراء within the class مرشانتاناوت.
- رتبة الBlasiales
- رتبة المرشانتيات
- رتبة الSphaerocarpales

### طائفة ال Mesostigmatophyceae
This section lists the orders of نباتات خضراء within the class متوسطانية الميسم.
- رتبة الMesostigmatales

### طائفة ال Oedipodiopsida
This section lists the orders of نباتات خضراء within the class Oedipodiopsida.
- رتبة الOedipodiales

### طائفة ال Polypodiopsida
This section lists the orders of نباتات خضراء within the class سرخساويات.
- رتبة الكملوليات
- رتبة الGleicheniales
- رتبة الHymenophyllales
- رتبة الأسمندية
- رتبة السرخسيات
- رتبة السالفينيات
- رتبة المشققات
- رتبة الديشاريات مقترنة

### طائفة ال Polytrichopsida
This section lists the orders of نباتات خضراء within the class يشعورية.
- رتبة اليشعورية

### طائفة ال Psilotopsida
This section lists the orders of نباتات خضراء within the class Psilotopsida.
- رتبة اللسانيات الأفاعي
- رتبة الPsilotales

### طائفة ال Sphagnopsida
This section lists the orders of نباتات خضراء within the class حزازيات سبخية.
- رتبة الProtosphagnales
- رتبة الإسفغنونيات

### طائفة ال Takakiopsida
This section lists the orders of نباتات خضراء within the class حزازيات طاكاكية.
- رتبة الحزازيات طاكاكية

### طائفة ال Tetraphidopsida
This section lists the orders of نباتات خضراء within the class Tetraphidopsida.
- رتبة الTetraphidales

### طائفة ال Zygnematophyceae
This section lists the orders of نباتات خضراء within the class طحالب زيغنيمية.
- رتبة الدسميديات
- رتبة الزيغنيميات